# Атакаматитан
Атакаматитан (лат. Atacamatitan, буквально: титан из Атакамы) — род завроподных динозавров из клады Lithostrotia, живших в верхнемеловую эпоху на территории современного Чили. Окаменелости завропода были найдены в геологической формации Tolar Formation в местности близ города Conchi Viejo, пустыня Атакама. Впервые описан группой палеонтологов — Alexander W.A. Kellner, David Rubilar-Rogers, Alexander Vargas и Mario Suárez в 2011 году. Типовой и единственный вид — Atacamatitan chilensis.
В результате кладистического анализа 2012 года Atacamatitan был помещён в кладу Lognkosauria группы титанозавров.